# 뷔슈 드 노엘
뷔슈 드 노엘(프랑스어: Bûche de Noël, IPA: [byʃ də nɔɛl], Yule log)은 전통적인 크리스마스 케이크로, 특히 프랑스, 벨기에, 룩셈부르크, 스위스, 베트남 및 캐나다 퀘벡주에서 후식으로 자주 제공된다. 미국, 영국, 캄보디아, 스칸디나비아, 포르투갈, 스페인, 일본에서도 변형된 형태로 제공된다.
율 통나무의 작은 형태를 닮도록 스펀지 케이크로 만들어진 이 케이크는 달콤한 룰라드의 한 형태이다. 이 케이크는 19세기에 등장했으며, 아마도 프랑스에서 시작되어 다른 나라로 퍼졌다. 전통적으로는 넓고 얕은 롤케이크 틀에 구워진 제누아즈를 사용하며, 아이싱을 하고 원통형으로 말아 다시 겉면에 아이싱을 한다. 가장 흔한 조합은 기본적인 노란 스펀지 케이크와 초콜릿 버터크림이지만, 초콜릿 케이크, 가나슈, 에스프레소 또는 리큐어 향의 아이싱을 포함하는 다양한 변형이 존재한다.
뷔슈 드 노엘는 종종 한쪽 끝을 잘라 케이크 위에 올려 놓거나, 잘린 가지처럼 옆으로 튀어나오게 하여 제공된다. 나무껍질 같은 질감은 종종 포크로 아이싱을 긁어내어 만들고, 가루 설탕을 뿌려 눈을 닮게 만든다. 다른 케이크 장식에는 실제 나뭇가지, 신선한 딸기, 머랭 또는 마지팬으로 만든 버섯 등이 포함될 수 있다.
뷔슈 드 노엘이라는 이름은 원래 율 통나무 자체를 가리켰으며, 그 풍습이 대중적으로 사용되지 않게 된 후 후식으로 옮겨졌다. 뷔슈 드 노엘 또는 영어로 Yule log로 언급된 것은 적어도 에드워드 시대(예: F. Vine, Saleable Shop Goods (1898년 및 이후))부터 찾을 수 있다.

## 갤러리

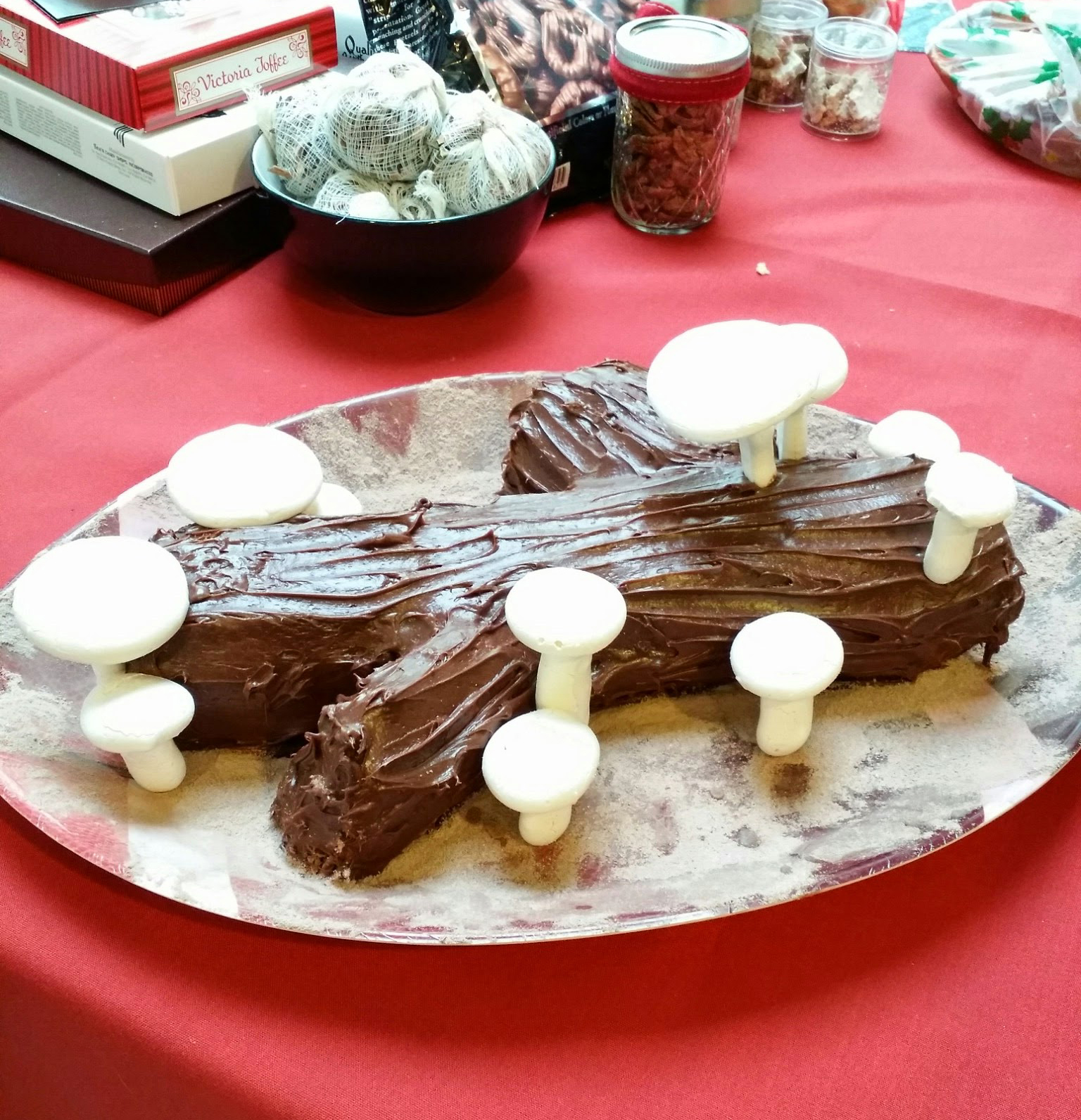
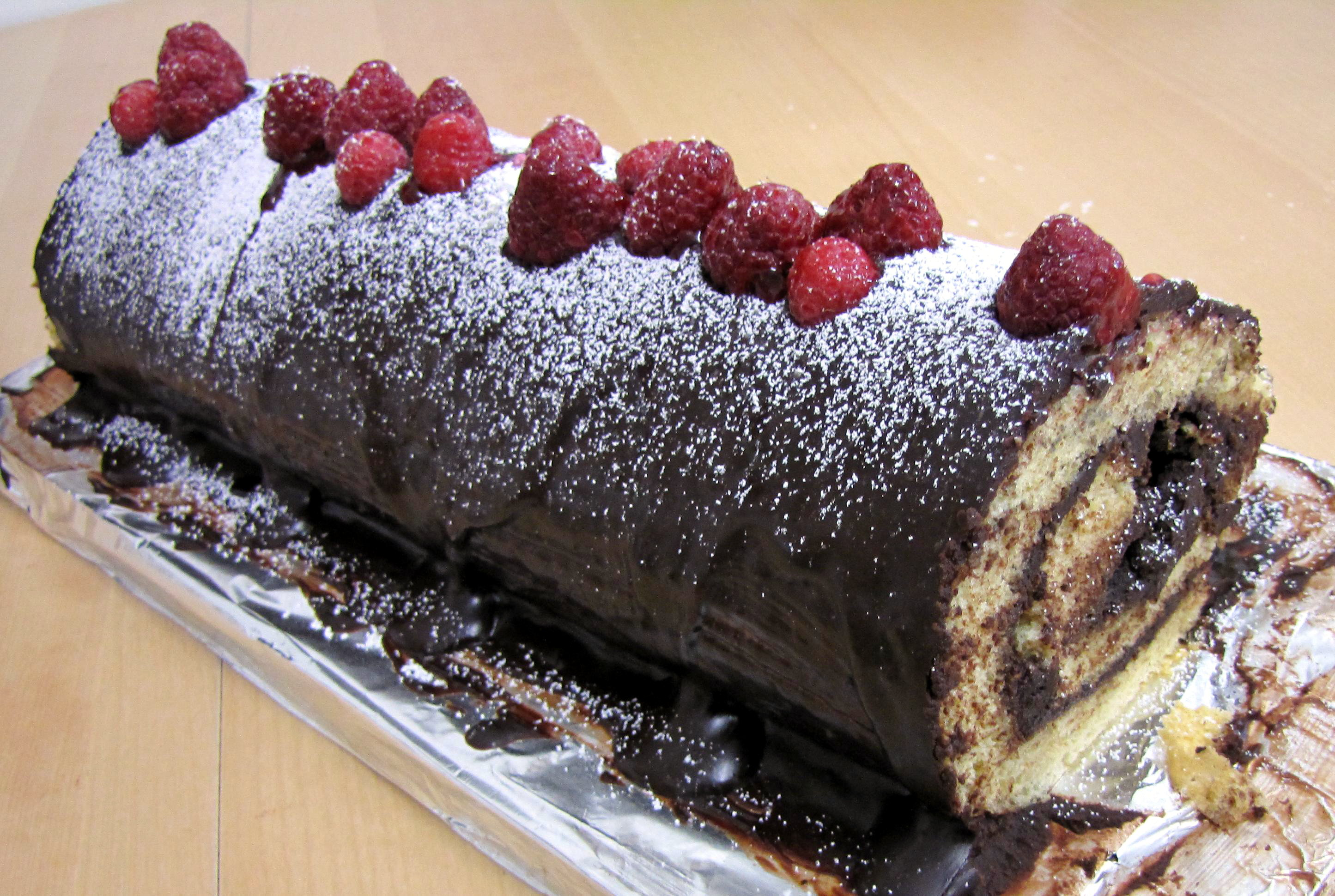
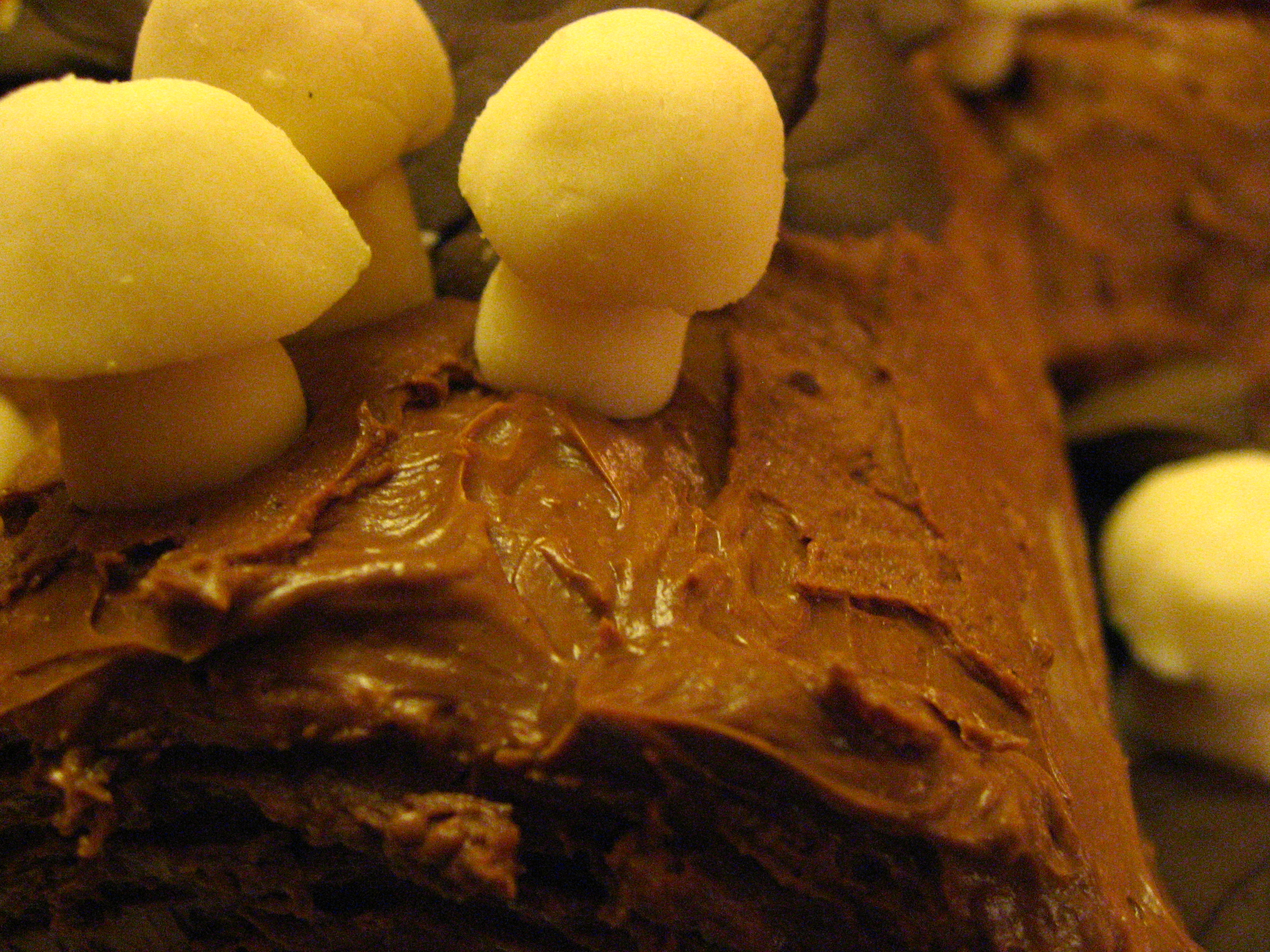
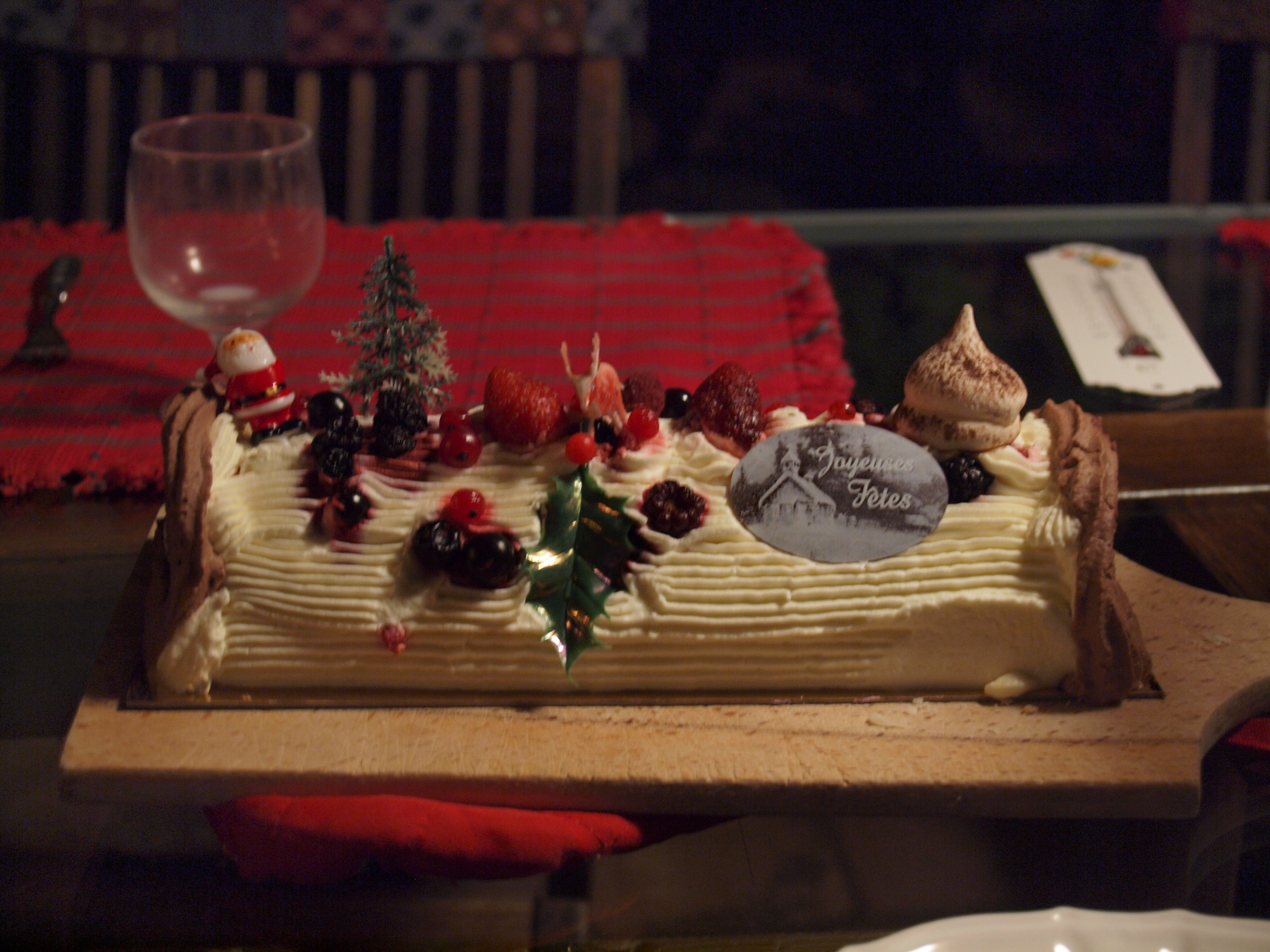
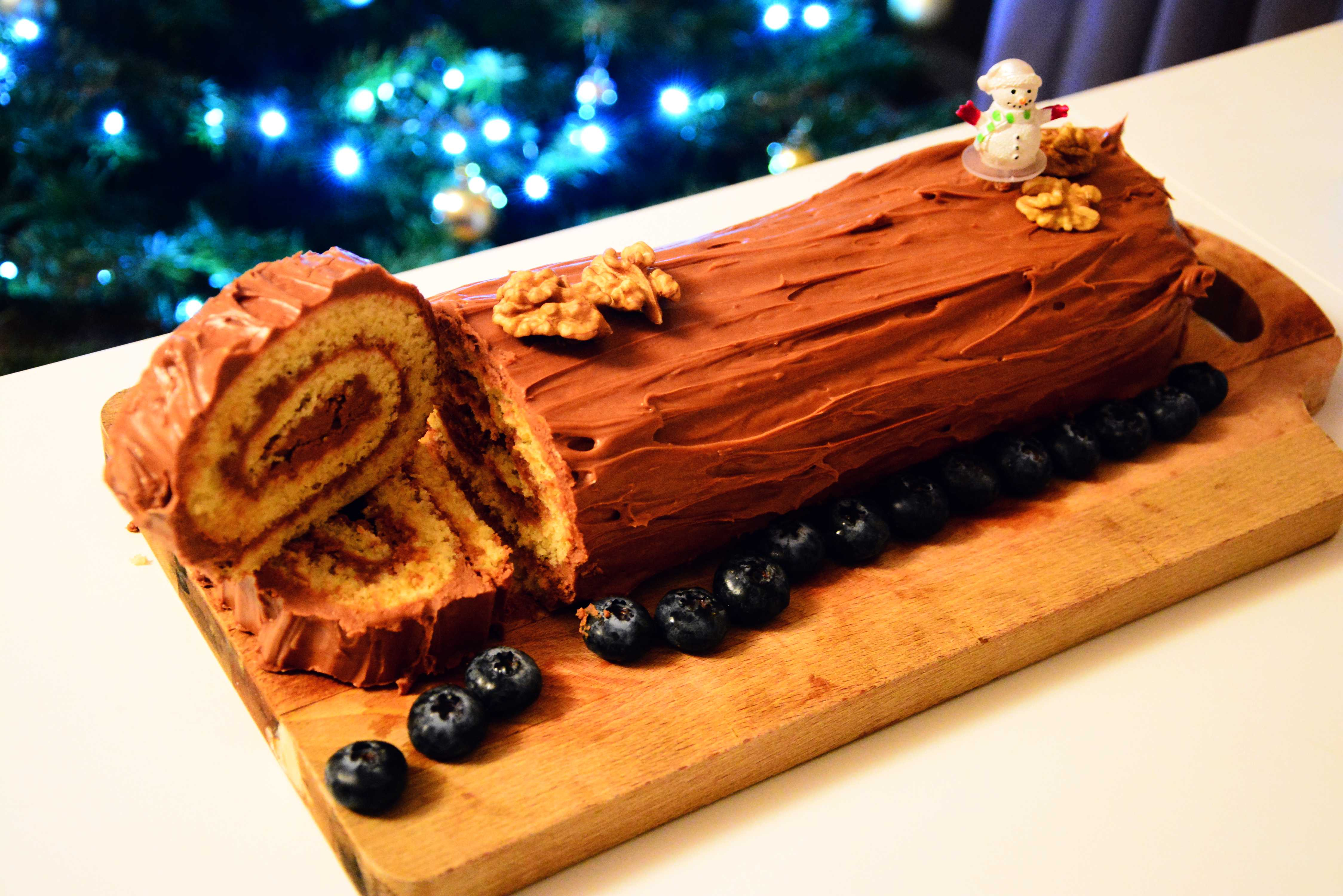
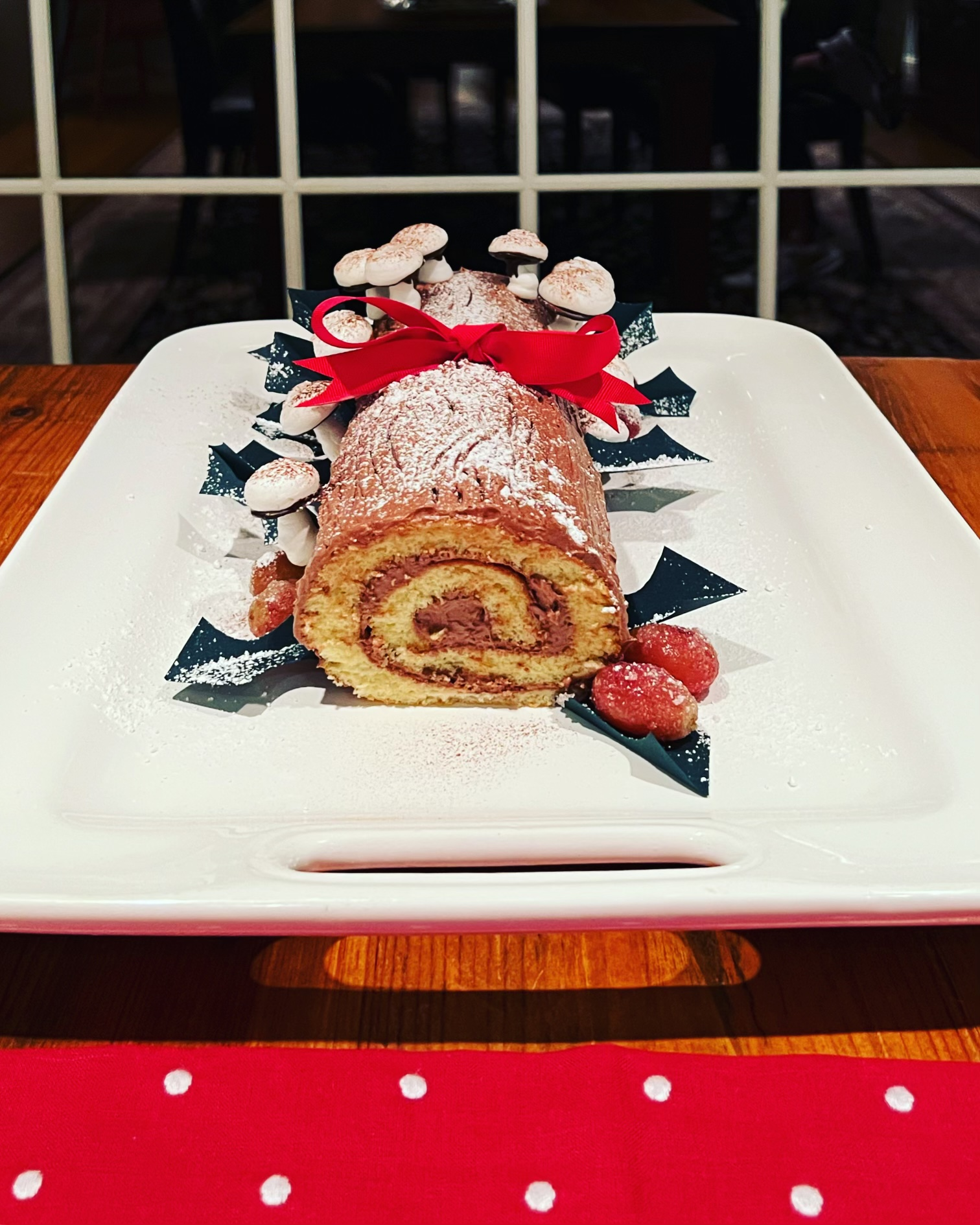

## 같이 보기
- 크리스마스 케이크
- 후식 목록
- 너트 롤
- 피오노노
- 롤케이크

### 인용문
1. ↑  “Quartz--France's most popular Christmas cake lives on in the bakeries of Vietnam”. 《www.qz.com》. 2016년 12월 17일.
2. ↑  “The Food Timeline--Christmas food history”. 《www.foodtimeline.org》. 2020년 12월 23일에 확인함.
3. ↑  Claiborne, Craig, The New York Times Cookbook, Harper & Row, New York, 1961; ISBN 978-0060107901, p. 545.
4. ↑  Vine, Frederick T. (1907). 《Saleable Shop Goods for Counter-tray and Window: (including "popular Penny Cakes") : a Practical Book for All in the Trade》 (영어). Office of the Baker and Confectioner.

### 일반 참고문헌
- "la Bûche de Noël" in: Le Calendrier Traditionnel, Voici: la France de ce mois, vol. 2, no. 17–21, Voici Press (1941).
- Albert Goursaud, Maurice Robert, La société rurale traditionnelle en Limousin: ethnographie, pp. 471, 474
- Claude Seignolle, Traditions populaires de Provence, pp. 84-87
- 아르놀드 반 게네프, Manuel de folklore français contemporain, pt. 2, Du berceau à la tombe (1946)